# Brian Duffy
Brian Duffy (Boston, Massachusetts. 1953. június 20.–) amerikai pilóta, űrhajós, ezredes.

## Életpálya
1975-ben a Haditengerészeti Akadémián (USAF Academy) szerzett diplomát. 1976-ban kapott repülőgép vezetői jogosítványt. Szolgálati repülőgépe az F–15 volt. 1979-1982 között Okinaván szolgált. 1981-ben az University of Southern (Kalifornia) keretében rendszerfelügyeletből kapott oklevelet. 1982-ben tesztpilóta képzésben részesült, az F–15 repülőgép különböző változatait tesztelte. Több mint 5000 órát töltött a levegőben (repülő/űrrepülő). Több mint 25 különböző repülőgépet vezetett, tesztelt.
1985. június 4-től a Lyndon B. Johnson Űrközpontban részesült űrhajóskiképzésben. A Johnson Space Center (JSC) keretében műszaki igazgatóhelyettesként dolgozott. Négy űrszolgálata alatt összesen 40 napot, 17 órát és 35 percet (977 óra) töltött a világűrben. Űrhajós pályafutását 2001 áprilisában fejezte be. 2004-2008 között a Lockheed Martin Mission Services alelnöke, felelős az űrrepülőgépes küldetések támogatásáért.

## Űrrepülések
- STS–45, az Atlantis űrrepülőgép 11. repülésének pilótája. Az ATLAS–1 atmoszféra kutató mikrogravitációs laboratóriumban 12 légköri- és csillagászati megfigyelést végzett. Második űrszolgálata alatt összesen 8 napot, 22 órát és 9 percet (214 óra) töltött a világűrben. 5 211 340 kilométert (3 238 180 mérföldet) repült, 143 alkalommal kerülte meg a Földet.
- STS–57, a Endeavour űrrepülőgép 4. repülésének pilótája. Az űrsikló robotkarjának segítségével visszanyerték az egy évvel korábban, az STS–46 útja során pályára állított négy és fél tonnás EURECA tudományos műholdat. A SpaceHab integrated cargo carriers (ICC)  mikrogravitációs laboratóriumban kereskedelmi jellegű  kísérleteket, anyagelőállítást végeztek. Egy űrszolgálata alatt összesen 9 napot, 23 órát és 44 percet (226 óra) töltött a világűrben. 6 608 628 kilométert (4 106 411 mérföldet) repült, 155 kerülte meg a Földet.
- STS–72, az Endeavour űrrepülőgép 10. repülésének parancsnoka. 10 hónappal korábban Japánból indult Space Flyer Unit (SFU) csillagvizsgáló űreszközt a robotkarral befogták és visszaszállították a Földre. Első űrszolgálata alatt összesen 8 napot, 22 órát és 01 percet (214 óra) töltött a világűrben. 6 000 000 kilométert (3 700 000 mérföldet) repült, 142 kerülte meg a Földet.
- STS–92, a Discovery űrrepülőgép 28. repülésének parancsnoka. Az 5. küldetés az  ISS űrállomásra. A robotkar segítségével új elemet szereltek az űrállomásra, biztosítva a további szerelést, a nagyobb állomány tartós elhelyezését. Harmadik űrszolgálata alatt összesen 12 napot, 21 órát, 40 percet és 25 másodpercet (310 óra) töltött a világűrben. Kettő űrséta (kutatás, szerelés) során összesen 13 óra és 16 percet töltött az Nemzetközi Űrállomás (ISS) állomáson kívül. 8 500 000 kilométert (4 900 000 mérföldet) repült, 202 kerülte meg a Földet.